# Leichtathletik-Weltmeisterschaften 2015/Teilnehmer (Portugal)
| Gelbes Symbol für Goldmedaillen mit stilisierten Olympischen Ringen | Graues Symbol für Silbermedaillen mit stilisierten Olympischen Ringen | Braundes Symbol für Bronzemedaillen mit stilisierten Olympischen Ringen |
| ------------------------------------------------------------------- | --------------------------------------------------------------------- | ----------------------------------------------------------------------- |
| —                                                                   | —                                                                     | 1                                                                       |

Der Leichtathletikverband Portugals, die Federação Portuguesa de Atletismo, nominierte 17 Athleten für die Leichtathletik-Weltmeisterschaften 2015 in der chinesischen Hauptstadt Peking.

## Medaillen
Mit einer gewonnenen Bronzemedaille belegte das portugiesische Team Rang 32 im Medaillenspiegel.

### Medaillengewinner

#### Bronze
- Nelson Évora: Dreisprung

## Ergebnisse

### Männer

#### Laufdisziplinen
| Athlet              | Disziplin   | Vorlauf     | Vorlauf | Halbfinale         | Halbfinale         | Finale             | Finale             |
| Athlet              | Disziplin   | Zeit        | Platz   | Zeit               | Platz              | Zeit               | Platz              |
| ------------------- | ----------- | ----------- | ------- | ------------------ | ------------------ | ------------------ | ------------------ |
| Yazaldes Nascimento | 100 m       | 10,29 s     | 35      | nicht qualifiziert | nicht qualifiziert | nicht qualifiziert | nicht qualifiziert |
| Hélio Gomes         | 1500 m      | 3:46,32 min | 38      | nicht qualifiziert | nicht qualifiziert | nicht qualifiziert | nicht qualifiziert |
| João Vieira         | 20 km Gehen |             |         |                    |                    | 1:25:49 h          | 36                 |
| Sérgio Vieira       | 20 km Gehen |             |         |                    |                    | DNF                | DNF                |
| Pedro Isidro        | 50 km Gehen |             |         |                    |                    | 3:55:44 h          | 21                 |

#### Sprung/Wurf
| Athlet          | Disziplin   | Qualifikation | Qualifikation | Finale             | Finale             |
| Athlet          | Disziplin   | Weite/Höhe    | Platz         | Weite              | Platz              |
| --------------- | ----------- | ------------- | ------------- | ------------------ | ------------------ |
| Nelson Évora    | Dreisprung  | 17,01 m       | 5             | 17,52 m            | Bronze             |
| Tsanko Arnaudov | Kugelstoßen | 18,85 m       | 26            | nicht qualifiziert | nicht qualifiziert |

### Frauen

#### Laufdisziplinen
| Athletin        | Disziplin   | Vorlauf | Vorlauf | Halbfinale | Halbfinale | Finale       | Finale |
| Athletin        | Disziplin   | Zeit    | Platz   | Zeit       | Platz      | Zeit         | Platz  |
| --------------- | ----------- | ------- | ------- | ---------- | ---------- | ------------ | ------ |
| Ana Dulce Félix | 10.000 m    |         |         |            |            | 32:26,07 min | 19     |
| Sara Moreira    | 10.000 m    |         |         |            |            | 32:06,14 min | 12     |
| Filomena Costa  | Marathon    |         |         |            |            | 2:31:40 h    | 12     |
| Ana Cabecinha   | 20 km Gehen |         |         |            |            | 1:29:29 h    | 4      |
| Susana Feitor   | 20 km Gehen |         |         |            |            | DNS          | DNS    |
| Inês Henriques  | 20 km Gehen |         |         |            |            | 1:34:47 h    | 23     |
| Vera Santos     | 20 km Gehen |         |         |            |            | 1:34:01 h    | 21     |

#### Sprung/Wurf
| Athletin        | Disziplin  | Qualifikation | Qualifikation | Finale             | Finale             |
| Athletin        | Disziplin  | Weite/Höhe    | Platz         | Weite/Höhe         | Platz              |
| --------------- | ---------- | ------------- | ------------- | ------------------ | ------------------ |
| Susana Costa    | Dreisprung | kgV           | kgV           | nicht qualifiziert | nicht qualifiziert |
| Patrícia Mamona | Dreisprung | 13,74 m       | 16            | nicht qualifiziert | nicht qualifiziert |
| Irina Rodrigues | Diskuswurf | 52,82 m       | 31            | nicht qualifiziert | nicht qualifiziert |